# 34366 Rosavestal
34366 Rosavestal este un asteroid din centura principală de asteroizi.

## Descriere
34366 Rosavestal este un asteroid din centura principală de asteroizi. A fost descoperit pe 4 septembrie 2000 la Palmer Divide de Brian D. Warner. Asteroidul prezintă o orbită caracterizată de o semiaxă mare de 2,70 ua, o excentricitate de 0,11 și o înclinație de 8,1° în raport cu ecliptica.